# 미나미우오자키역
미나미우오자키역(일본어: 南魚崎駅, みなみうおざきえき)은 일본 효고현 고베시 히가시나다구에 있는 고베 신교통 롯코 아일랜드 선의 역이다. "술 창고의 길"의 부역명이 있는 역명판이나 차내 방송 등에서 사용되고 있다. 역 번호는 R03이다.

## 역 구조
섬식 승강장 1면 2선의 고가역으로 무인역이다.
3층에는 관제실이 있다. 이것은 별로 알려지지 않았지만 계단에서 올라갔을 때 통제실 입구인 문을 확인할 수 있다.
4층에 개찰구, 5층에 승강장이 있다. 1층 및 2층에는 역 북쪽 출입구가 있다. 개찰구 바깥쪽에서 5층에 올라가면, 동부 제2공구 출구(역 남쪽 출입구)의 연결이 있는 운하를 건너 역 남쪽까지 걸어갈 수 있고 북쪽 출입구와 운하를 낀 반대편에 있는 동부 제2공구 출구에는 자전거를 1대만 내부에 들여온 엘리베이터(미쓰비시 전기제)가 각각 1대씩 있다.

### 승강장
| 1 | ■ 롯코 라이너 | 마린 파크 방면 |
| 2 | ■ 롯코 라이너 | 스미요시 방면  |

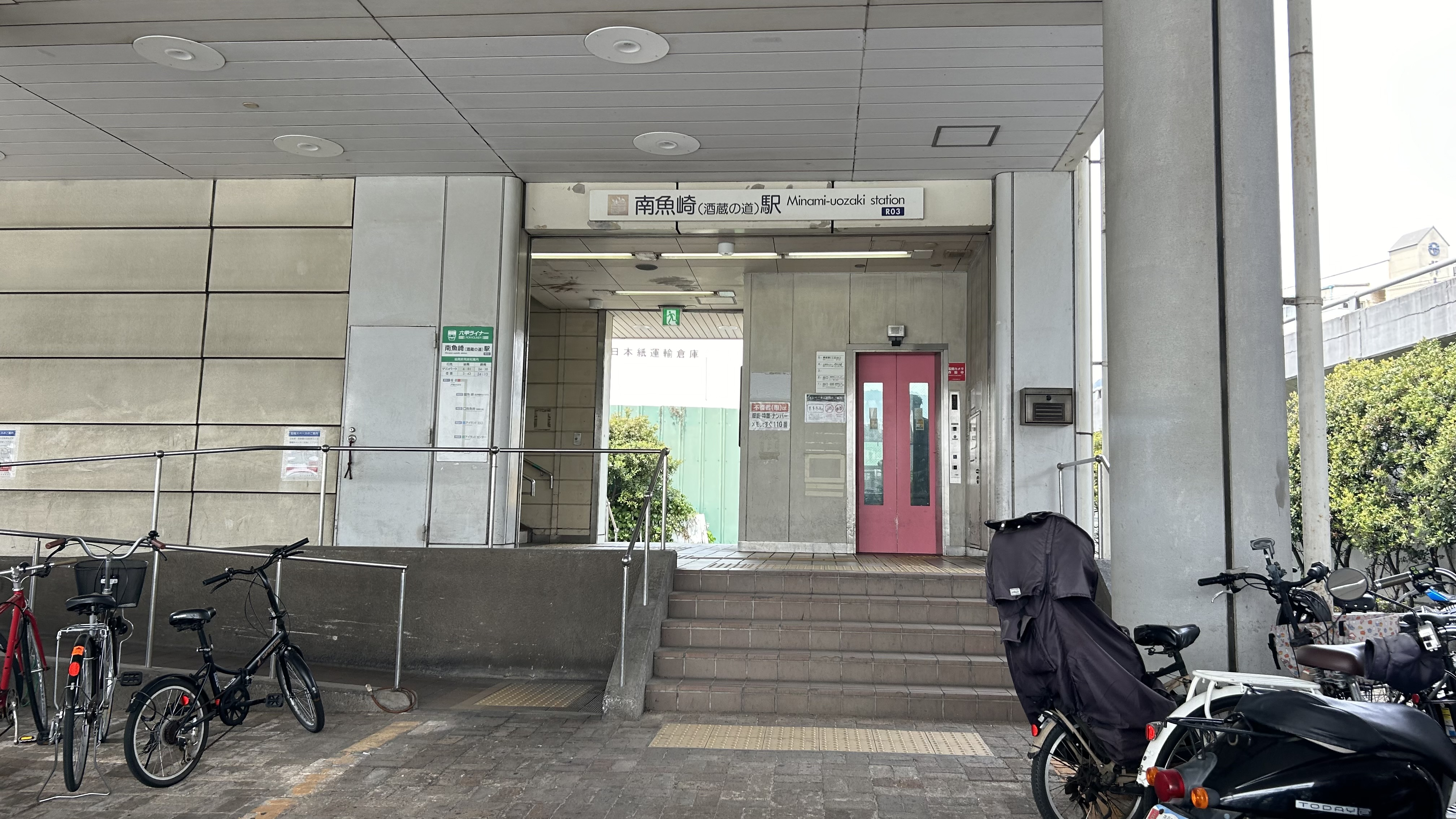
1층 출입구
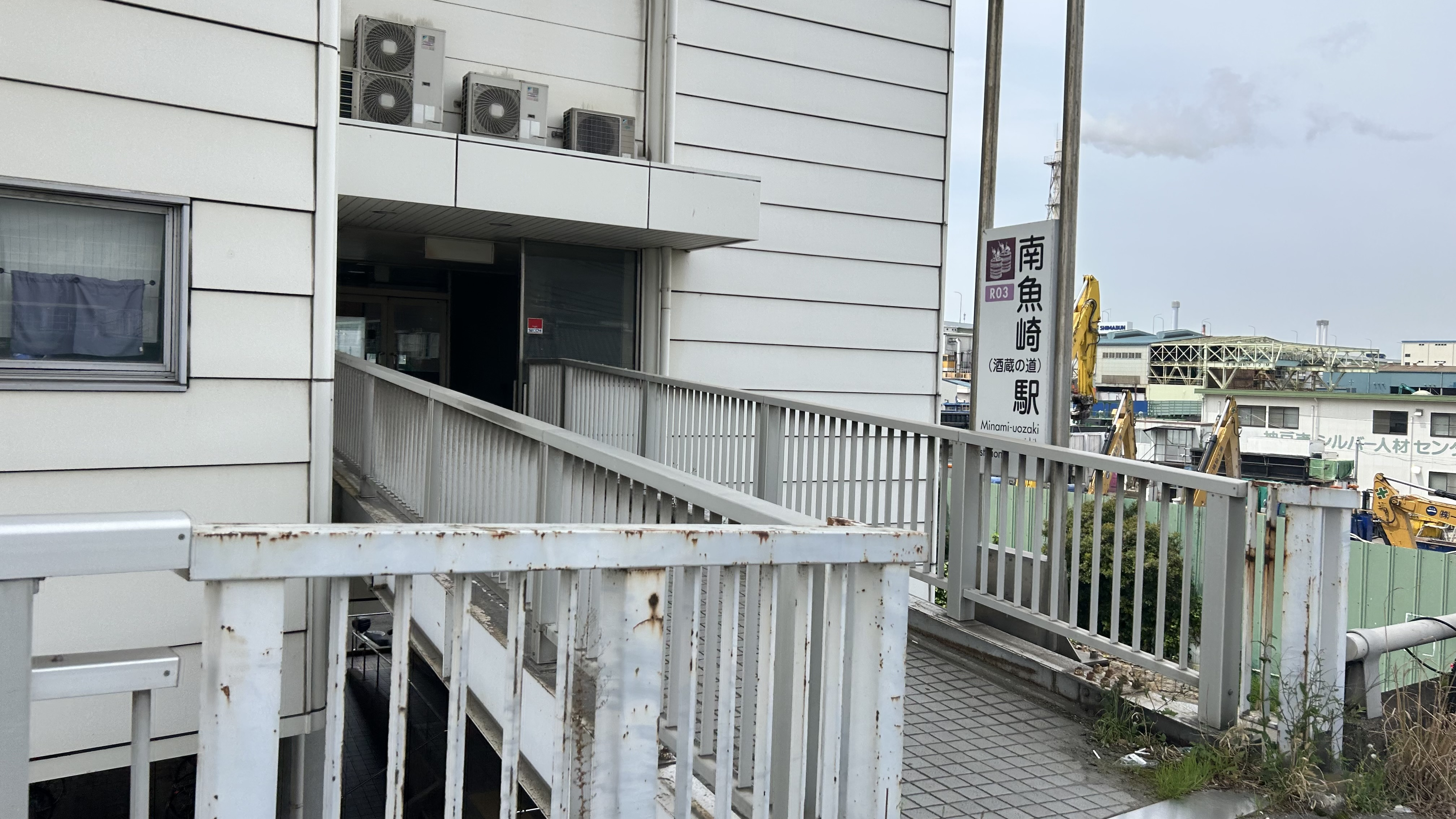
2층 출입구
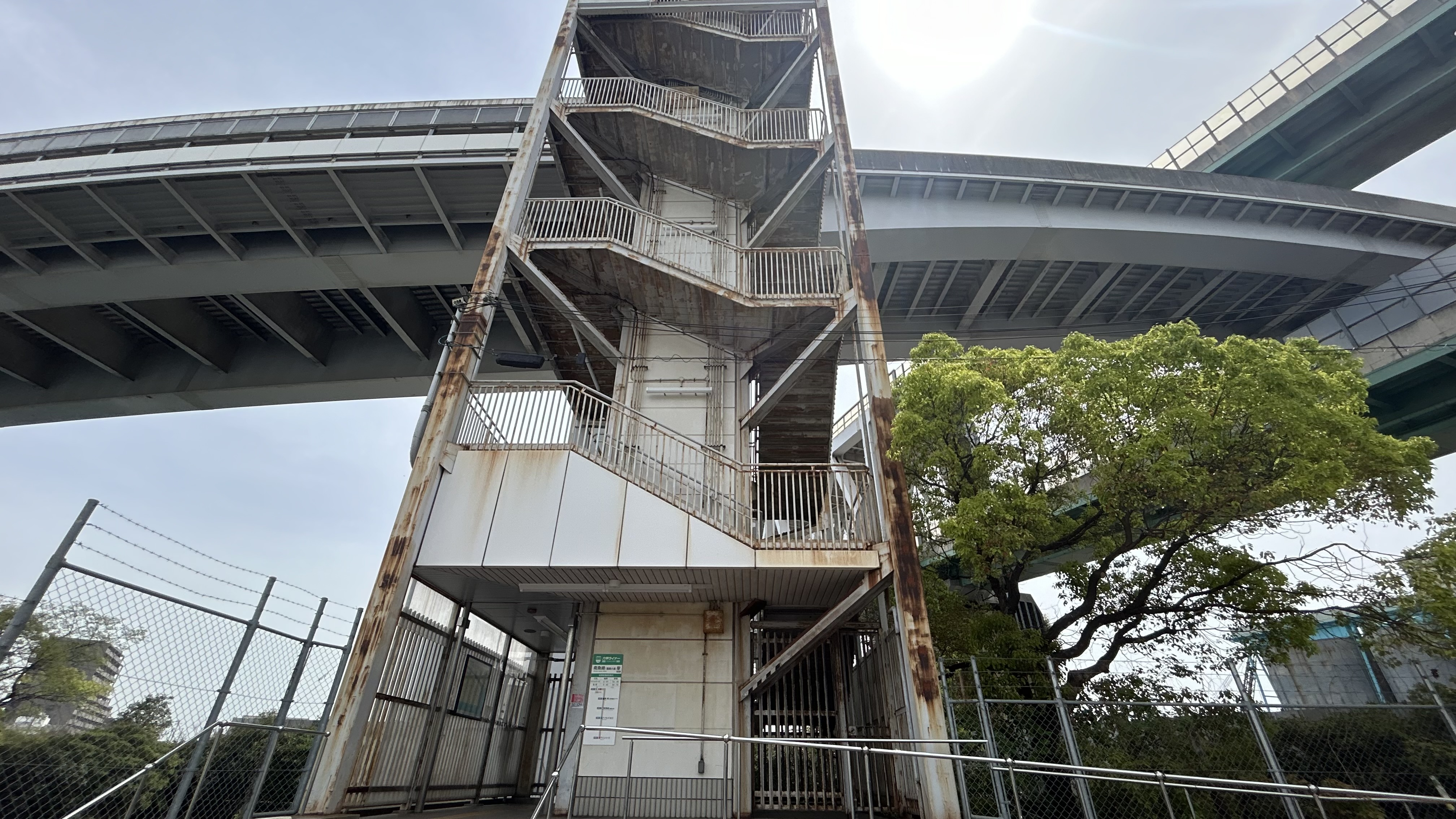
동부 제2공구 출입구
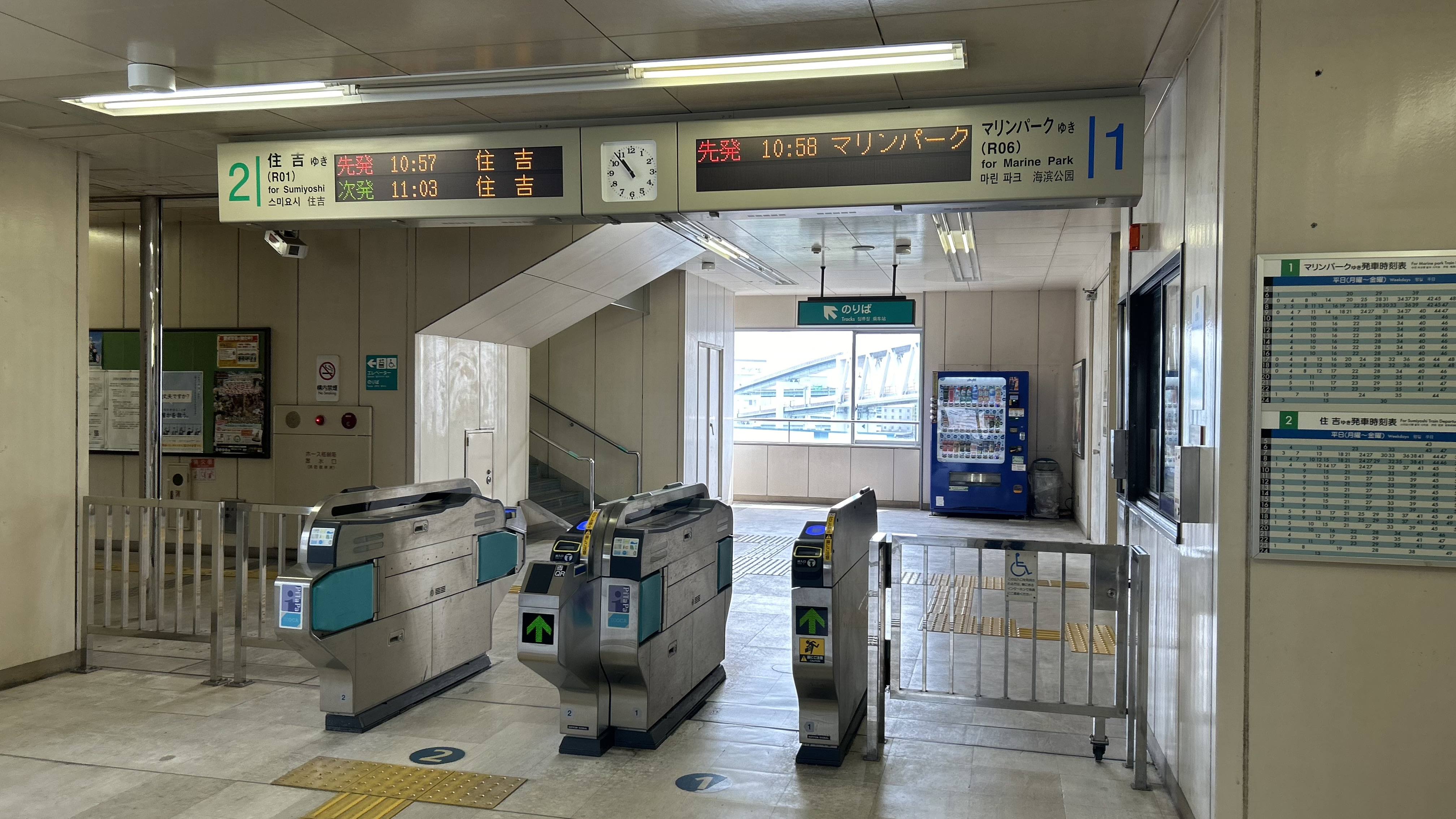
개찰구
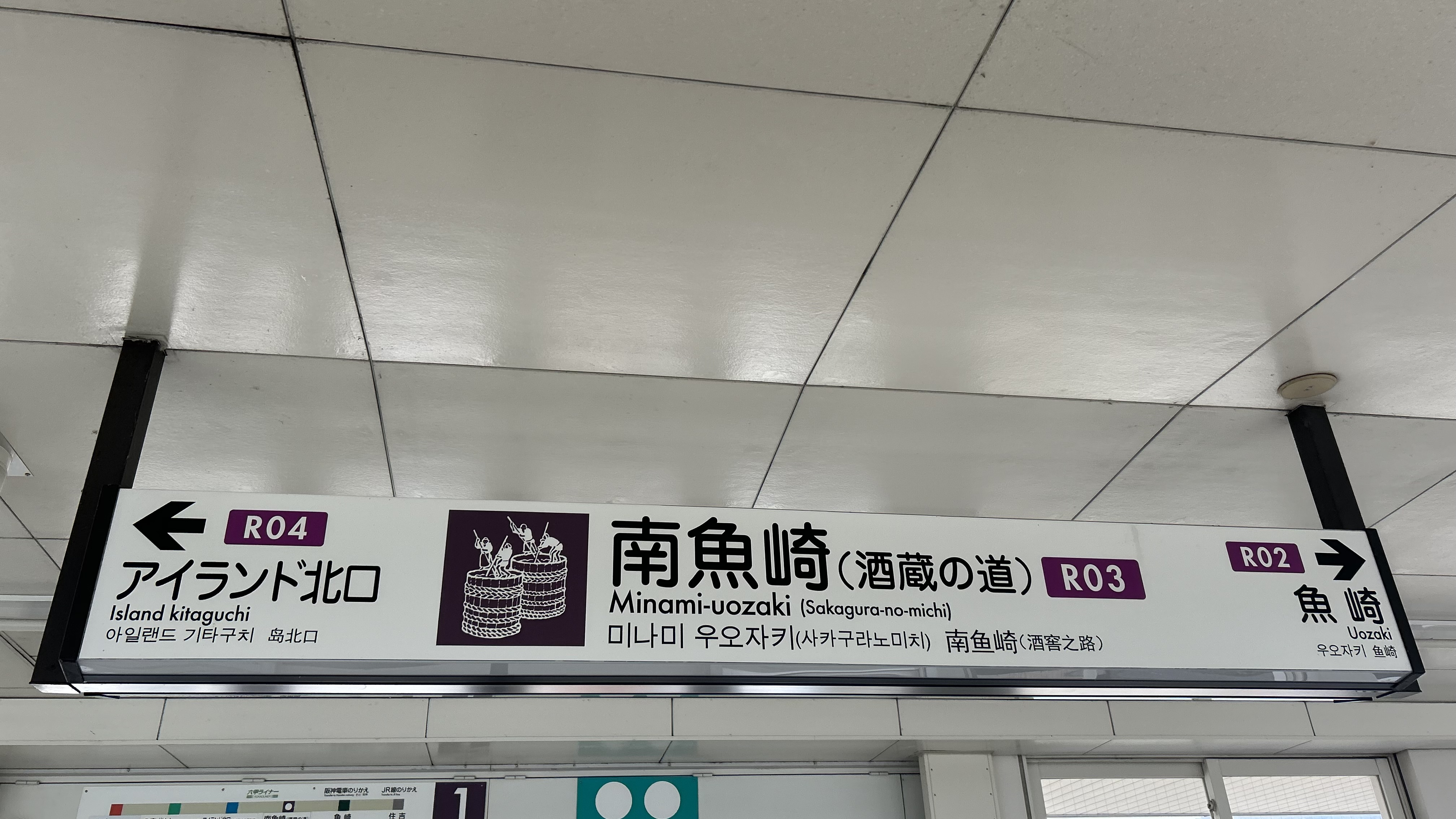
역명 표

## 역 주변
- 국정 종회 주조 기념관
- 롯코 대교
- 한신 고속 5호 완간 선 스미요시하마 출입구
- 동부 제2공구

## 역사
- 1990년 2월 21일: 개업.
- 1995년
  - 1월 17일: 한신・아와지 대지진 피해를 입고 전 구간 운휴.
  - 7월 20일: 우오자키 ~ 아일랜드 기타구치 역 구간 복구에 따라 영업 재개.
  - 8월 23일: 전 구간이 복구됨.

## 인접역
| 고베 신교통 ■ 롯코 아일랜드 선 (롯코 라이너) | 고베 신교통 ■ 롯코 아일랜드 선 (롯코 라이너) | 고베 신교통 ■ 롯코 아일랜드 선 (롯코 라이너) |
| -------------------------------------------- | -------------------------------------------- | -------------------------------------------- |
| R02 우오자키 스미요시 방면                   |                                              | 아일랜드 기타구치 R04 마린 파크 방면         |